# Димитър Карамочев
Димитър Карамочев е български революционер, деец на Вътрешната македоно-одринска революционна организация.

## Биография
Роден е в добруджанското село Алфатар. Влиза във ВМОРО и става четник в Серския революционен окръг. На окръжния конгрес през август 1903 година в Пирин, на който се изготвя планът за въстанието в Серски окръг, Карамочев е избран за разложки районен началник. Загива в самото начало на въстанието в Серския окръг в сражението на 4 септември 1903 г. при връх Кукла в Пирин, заедно със Спиро Петров.